# Amerikaans voetbalkampioenschap 1976
In 1976 werd het negende seizoen van de North American Soccer League gespeeld. Toronto Metros-Croatia werd voor de eerste maal kampioen.

## North American Soccer League

### Wijzigingen
Naamsveranderingen
- Baltimore Comets is verhuisd naar San Diego, Californië en nam de naam San Diego Jaws aan.
- Denver Dynamos is verhuisd naar Bloomington, Minnesota en nam de naam Minnesota Kicks aan.

### Eindstand
| Plaats | Northern Division      | Wed. | W  | V  | DV | DT | Ptn |
| ------ | ---------------------- | ---- | -- | -- | -- | -- | --- |
| 1.     | Chicago Sting          | 24   | 15 | 9  | 52 | 32 | 132 |
| 2.     | Toronto Metros-Croatia | 24   | 15 | 9  | 38 | 30 | 123 |
| 3.     | Rochester Lancers      | 24   | 13 | 11 | 36 | 32 | 114 |
| 4.     | Hartford Bicentennials | 24   | 12 | 12 | 37 | 56 | 107 |
| 5.     | Boston Minutemen       | 24   | 7  | 17 | 35 | 64 | 72  |
| Plaats | Eastern Division       | Wed. | W  | V  | DV | DT | Ptn |
| 1.     | Tampa Bay Rowdies      | 24   | 18 | 6  | 58 | 30 | 154 |
| 2.     | New York Cosmos        | 24   | 16 | 8  | 65 | 34 | 148 |
| 3.     | Washington Diplomats   | 24   | 14 | 10 | 46 | 38 | 126 |
| 4.     | Philadelphia Atoms     | 24   | 8  | 16 | 32 | 49 | 80  |
| 5.     | Miami Toros            | 24   | 6  | 18 | 29 | 58 | 63  |
| Plaats | Western Division       | Wed. | W  | V  | DV | DT | Ptn |
| 1.     | Minnesota Kicks        | 24   | 19 | 5  | 54 | 33 | 138 |
| 2.     | Seattle Sounders       | 24   | 14 | 10 | 40 | 31 | 123 |
| 3.     | Vancouver Whitecaps    | 24   | 14 | 10 | 38 | 30 | 120 |
| 4.     | Portland Timbers       | 24   | 8  | 16 | 23 | 41 | 71  |
| 5.     | St. Louis Stars        | 24   | 5  | 19 | 24 | 46 | 58  |
| Plaats | Southern Division      | Wed. | W  | V  | DV | DT | Ptn |
| 1.     | San Jose Earthquakes   | 24   | 14 | 10 | 47 | 30 | 123 |
| 2.     | Dallas Tornado         | 24   | 13 | 11 | 44 | 45 | 117 |
| 3.     | Los Angeles Aztecs     | 24   | 12 | 12 | 43 | 44 | 108 |
| 4.     | San Antonio Thunder    | 24   | 12 | 12 | 38 | 32 | 107 |
| 5.     | San Diego Jaws         | 24   | 9  | 15 | 29 | 47 | 82  |

Notities
- De punten telling:
  - Overwinning: 6 punten
  - Verlies: 0 punten
  - Doelpunten voor (maximaal 3 ptn per wedstrijd): 1 punt

### Playoffs
De drie beste teams van alle vier de divisies spelen tegen elkaar in de playoffs.
| Eerste Ronde           | Eerste Ronde         | Eerste Ronde |
| Team 1                 | Team 2               | Uitslag      |
| ---------------------- | -------------------- | ------------ |
| New York Cosmos        | Washington Diplomats | 0-0          |
| Dallas Tornado         | Los Angeles Aztecs   | 2-0          |
| Seattle Sounders       | Vancouver Whitecaps  | 1-0          |
| Toronto Metros-Croatia | Rochester Lancers    | 2-1          |
| Kwartfinale            |                      |              |
| Team 1                 | Team 2               | Uitslag      |
| Toronto Metros-Croatia | Chicago Sting        | 3-2          |
| Tampa Bay Rowdies      | New York Cosmos      | 3-1          |
| San Jose Earthquakes   | Dallas Tornado       | 2-0          |
| Minnesota Kicks        | Seattle Sounders     | 3-0          |
| Halve Finale           |                      |              |
| Team 1                 | Team 2               | Uitslag      |
| Toronto Metros-Croatia | Tampa Bay Rowdies    | 2-0          |
| Minnesota Kicks        | San Jose Earthquakes | 3-1          |
| Finale                 |                      |              |
| Team 1                 | Team 2               | Uitslag      |
| Toronto Metros-Croatia | Minnesota Kicks      | 2-0          |

## Individuele prijzen
| Prijs                | Naam                   | Team            |
| -------------------- | ---------------------- | --------------- |
| Most Valuable Player | Pelé                   | New York Cosmos |
| Topscorer            | Giorgio Chinaglia (19) | New York Cosmos |
| Beste nieuwkomer     | Steve Pecher           | Dallas Tornado  |